# Godewaersvelde
Godewaersvelde är en kommun i departementet Nord i regionen Hauts-de-France i norra Frankrike. Kommunen ligger i kantonen Steenvoorde som tillhör arrondissementet Dunkerque. År 2022 hade Godewaersvelde 2 037 invånare.

## Befolkningsutveckling
Antalet invånare i kommunen Godewaersvelde
| Referens: INSEE |